# Art Smith
Art Smith, né Arthur Gordon Smith le 23 mars 1899 à Chicago et mort le 24 février 1973 à New York, est un acteur de cinéma, de théâtre et de télévision américain. Il a joué le rôle de Doc dans la comédie musicale West Side Story en 1957 à Broadway.

## Filmographie partielle

### Au cinéma
- 1939 : Nancy Drew... Reporter de William Clemens
- 1943 : Education for Death
- 1943 : L'Ange des ténèbres (Edge of Darkness), de Lewis Milestone
- 1943 : L'Exubérante Smoky (Government Girl), de Dudley Nichols
- 1944 : Pas un n'échappera (None Shall Escape) d'André de Toth
- 1944 : Monsieur Winkle s'en va-t-en guerre (Mr. Winkle Goes to War) d'Alfred E. Green : (non crédité)
- 1947 : Les Démons de la liberté (Brute Force), de Jules Dassin
- 1947 : Sang et or (Body and soul), de Robert Rossen
- 1947 : Et tournent les chevaux de bois (Ride the Pink Horse), de Robert Montgomery
- 1947 : La Brigade du suicide (T-Men), d'Anthony Mann (non crédité)
- 1947 : Othello (A double life), de George Cukor
- 1948 : Arc de Triomphe (Arch of Triumph), de Lewis Milestone
- 1948 : Lettre d'une inconnue (Letter from an Unknown Woman), de Max Ophüls
- 1948 : Monsieur Peabody et la Sirène (Mr. Peabody and the Mermaid) d'Irving Pichel
- 1948 : Ange en exil (Angel in Exile) d'Allan Dwan
- 1949 : Pris au piège (Caught), de Max Ophüls
- 1949 : L'Homme au chewing-gum (Manhandled), de Lewis R. Foster
- 1949 : L'Ange endiablé (Red, Hot and Blue)
- 1950 : Sables mouvants (Quicksand), d'Irving Pichel
- 1950 : Fureur sur la ville (The Sound of Fury) de Cy Endfield
- 1950 : Le Violent (In a Lonely Place), de Nicholas Ray
- 1950 : La Voix que vous allez entendre (The Next Voice You Hear..) de William A. Wellman
- 1950 : Le Bistrot du péché (South Sea Sinner), de H. Bruce Humberstone
- 1950 : The Killer That Stalked New York d’Earl McEvoy
- 1950 : Fureur sur la ville (The Sound of Fury) de Cy Endfield
- 1951 : La Revanche de Lassie (The Painted Hills) de Harold F. Kress
- 1952 : Pour vous, mon amour (Just for You), d'Elliott Nugent
- 1961 : L'Arnaqueur  (The Hustler), de Robert Rossen (non crédité)

### Comédies musicales
- 1957 : West Side Story